# Zuzana Marková (plavkyně)
Zuzana Marková (* 8. října 1952 Praha) je bývalá československá sportovní plavkyně, účastnice olympijských her v roce 1972.

## Sportovní kariéra
Je rodačkou z pražských Kyjí. Plavat se naučila ve 4 letech. Od svých 7 let se věnovala závodnímu plavání. Vrcholově se připravovala od svých 11 let v plaveckém oddíle Rudá hvězda pod vedením Františka Plicky. Specializovala se na plavecký styl prsa.
V roce 1967 na sebe poprvé výrazně upozornila. V srpnu na premiérovém juniorském mistrovství Evropy ve švédském Linköpingu vybojovala dvě bronzové medaile na 100 a 200 m prsa. Další víkend v mezistátním utkání juniorů s Itálií, překonala československý rekord na 100 m (1:18,6) i 200 m prsa (2:53,2).
V olympijském roce 1968 však formu z loňského roku nepotvrzovala, navíc jí na prasařských tratích začala porážet její oddílová kolegyně Jaroslava Slavíčková. Byla soutěžím typem plavce a v zákulisí se šuškalo, že se Slavíčkovou psychicky nezvládá vzájemnou rivalitu. Na srpnovém mistrovství republiky se poprvé přiblížila časem 2:53,3 na 200 m prsa svému loňskému osobnímu rekordu, ale zůstala víc než tři vteřiny za splněním limitu pro start na olympijských hrách v Mexiku.
V roce 1969 se po emigrace trenéra Plicky začala nově připravovat pod vedením Mileny Zachové. Její stagnace výkonnosti však nadále pokračovala. Nedařilo se ji skloubit náročné středoškolské studium s dvoufázovou přípravou. Dokázala však u plavání vydržet a po maturitě se v roce 1971 začala na plno věnovat přípravě. V dubnu na závodech v Podolí překonala časem 1:17,7 vlastní, téměř 4 roky starý, československý rekord na 100 m prsa. Koncem srpna se poprvé na 200 m prsa dostala pod 170 s (2:49,8). Světová i evropská špička však byla stále daleko před ní. Na 200 m prsa jí dokonce porážela Jaroslava Slavíčková, která se již dvě sezóny specializovala na polohový závod. Přípravu na olympijskou sezonu u ní ovlivnily na podzim nespecikované zdravotní problémy – do přípravy naskočila až v prosinci.
V olympijském roce 1972 její výkonnost opět stagnovala. Své osobní rekordy na 100 m (1:17,5) a 200 m (2:49,4) prsa dokázala pouze mírně vylepšit. Pro nominaci na olympijské hry v Mnichově však tyto časy dostačovaly. Na 100 m prsa měla v případě útoku na vlastní československý rekord reálnou šanci na postup z rozplaveb. Tréninkové časy v Mnichově tomu napovídaly. Samotný závod se jí však nepovedl a časem 1:18,88 do dalších bojů nepostoupila. Na dvojnásobné trati skončila podprůměrným časem 2:53,88 v závěru startovního pole. Důvod výrazného poklesu výkonnosti na olympijských hrách byl psychického rázu. Vložila maximální usilí do splnění nominančních kritérií a nedokázala se psychicky naladit na další vrchol.
Sportovní kariéru ukončila po letní sezóně 1973. Věnovala se trenérské a rozhodcovské práci.